# Prehabilitacja
Prehabilitacja – szerokie pojęcie oznaczające wcześniejsze przygotowanie organizmu do ciężkiego wysiłku, związanego z dużym obciążeniem fizycznym i energetycznym. To działanie profilaktyczne, mające na celu stworzenie rezerwy czynnościowej i metabolicznej celem lepszej tolerancji spodziewanego wysiłku i obciążenia. W ostatnich latach pojęcie to staje się coraz bardziej popularne w medycynie i oznacza optymalne, wielokierunkowe przygotowanie pacjenta do leczenia, najczęściej operacyjnego dla poprawy jego stanu ogólnego dla lepszego przebiegu pooperacyjnego. Działanie takie ma na celu zmniejszenie ryzyka powikłań, skrócenie czasu hospitalizacji, osiągnięcia w jak najkrótszym czasie jak najwyższej jakości życia.

## Historia prehabilitacji
Określenie to w literaturze medycznej pojawiło się po raz pierwszy w roku 1946 i dotyczyło poprawy wyników odzyskiwania sprawności przez żołnierzy. Koncepcja prehabilitacji w dzisiejszym rozumieniu tego pojęcia pojawiło się w połowie lat 80. i dotyczyły przygotowania sportowców celem minimalizacji ryzyka urazów i ich następstw. Pierwszy artykuł, w którym pojęcie prehabilitacji dotyczy pacjentów, dokładnie zaś ćwiczeń przygotowujących do zabiegów operacyjnych i pobycie na oddziałach intensywnej terapii ukazał się w roku 2002. W chwili obecnej pojęcie to staje się coraz bardziej popularne. Liczba artykułów na portalu PubMed dotyczących prehabilitacji lub z nią związanych przekracza obecnie 500 i szybko rośnie w ostatnich latach.

## Podstawowe elementy prehabilitacji
Prehabilitacja to działanie kompleksowe, obejmujące cztery podstawowe elementy: przygotowanie żywieniowe, ćwiczenia fizyczne, wsparcie psychologiczne oraz rezygnację z nałogów.

### Przygotowanie żywieniowe
Stosowanie odpowiednio dobranej diety, w tym preparatów żywieniowych i suplementów, celem wyrównania niedoborów żywieniowych, zwłaszcza u pacjentów niedożywionych i wyniszczonych. Działanie takie jest również uzasadnione u osób bez cech niedożywienia i polega na stosowaniu żywienia immunomodulującego, na przykład u pacjentów poddanych zabiegom operacyjnym w obrębie przewodu pokarmowego.

### Ćwiczenia fizyczne
Ćwiczenia mają na celu poprawę wydolności fizycznej, ale też opanowanie podstawowych elementów usprawniania po zabiegu, jak odpowiedni tor oddechowy czy wstawanie z łóżka. Ten element jest bardzo istotny u pacjentów poddawanych zabiegom ortopedycznym, torakochirurgicznym czy rozległych zabiegów brzusznych.

### Wsparcie psychologiczne
Jego główną rolą jest ograniczenie lęku pacjenta, co nie tylko poprawia jego komfort, ale jest też wymiernym elementem ułatwiającym przeprowadzenie samego zabiegu operacyjnego, jak również zmniejszenie ryzyka powikłań pooperacyjnych.

### Rezygnacja z nałogów
Bardzo istotna jest również rezygnacja z nałogów, szczególnie palenia papierosów, które stanowią jeden z najistotniejszych czynników ryzyka powikłań pooperacyjnych, zarówno bezpośrednich (zapalenie płuc, zakażenie miejsca operowanego), jak i pośrednich (dłuższe pobyty szpitalne, większe ryzyko nieszczelności zespoleń w obrębie przewodu pokarmowego). Pacjenci przed zabiegiem, zwłaszcza planowym, powinni być dokładnie poinstruowani o konieczności zaprzestania palenia i otrzymać odpowiednie wsparcie.

## Prehabilitacja na świecie
Prehabilitacja w krajach Europy Zachodniej i w Ameryce Północnej (i wybranych innych krajach o wysokim poziomie opieki zdrowotnej, jak Tajwan czy Japonia) jest stosowana coraz powszechniej przez oddziały o specjalnościach zabiegowych. Od roku 2018 działa Międzynarodowe Towarzystwo Prehabilitacji (International Prehabilitation Society) zajmujące się edukacją w zakresie prehabilitacji, badaniami naukowymi i wypracowaniem optymalnych standardów. Co roku odbywają się światowe konferencje poświęcone prehabilitacji, dotychczasowe miały miejsce w roku 2017 Montréal, Kanada, 2018 Eindhoven, Niderlandy, 2019 London, Wielka Brytania, kolejna konferencja planowana jest w roku 2020 w Barcelonie, Hiszpania. Wiele szpitali posiada własne programy prehabilitacyjne, pozwalające pacjentowi na przygotowanie przed zabiegiem w miejscu i asyście personelu, w którym czeka go zabieg. Przykładem może być program prehabilitacyjny Kliniki w Cleveland (Cleveland Clinic), czy holenderski program fit4surgery (w wolnym tłumaczeniu „zdrowy i gotowy do leczenia chirurgicznego”) przygotowany przez profesora Gerrita Slootera, jednego z pionierów prehabilitacji.

## Prehabilitacja w Polsce
Pojęcie prehabilitacji w Polsce jest wciąż bardzo mało popularne. Brak jest praktycznie kompleksowej opieki przedoperacyjnej, nie ma w tym zakresie ani odpowiednich programów czy poradni ani wystarczającej świadomości zarówno wśród pacjentów, jak i personelu medycznego. Istniejące zalecenia dotyczące przygotowania do zabiegu operacyjnego dotyczą przede wszystkim postępowania żywieniowego. Elementy przygotowania prehabilitacyjnego, takie jak poprawa stanu ogólnego pacjenta przed zabiegiem, immunomodulacja czy profilaktyka wczesna zakażenia miejsca operowanego omawiane były na konferencjach organizowanych przez Polskie Towarzystwa Żywienia Pozajelitowego, Dojelitowego i Metabolizmu, Polskie Towarzystwo Żywienia Klinicznego czy na serii konferencji poświęconych Terapii Podciśnieniowej Ran. W opracowaniu dotyczącym kompleksowej opieki okołooperacyjnej według protokołu ERAS u chorych poddanych chirurgicznemu leczeniu otyłości z roku 2015 obecne były ważne elementy prehabilitacji, jak: przedoperacyjne konsultacje i informacja dla chorego, zaprzestanie palenia tytoniu na minimum 6 tygodni przed operacją, zaprzestanie spożywania alkoholu, przedoperacyjne zwiększenie aktywności fizycznej chorego, brak przedłużonego głodzenia przed operacją poprzez podanie wysokowęglowodanowego napoju na 2 godziny przed planowaną interwencją chirurgiczną. W Polsce jedne z pierwszych działań prehabilitacyjnych rozpoczęto w 2018 roku w Uniwersyteckim Centrum Klinicznym w Trójmieście. W roku 2020 uruchomiony został w Klinice Chirurgii Ogólnej, Endokrynologicznej i Onkologii Gastroenterologicznej Uniwersytetu Medycznego w Poznaniu (Kierownik Kliniki Prof. dr hab. n. med. Tomasz Banasiewicz) kompleksowy projekt prehabilitacji, mający na celu opracowanie odpowiednich standardów i umożliwienie pacjentom skorzystania z odpowiedniego przygotowania do zabiegu operacyjnego. Klinika posiada wieloletnie doświadczenie w poradnictwie przedoperacyjnym, na przykład dla pacjentów u których planowane jest wyłonienie stomii czy dla pacjentów z dziedzicznymi chorobami dolnego odcinka przewodu pokarmowego. Projekt powstaje we współpracy z Fundacją Medigent, założeniem projektu jest stworzenie interaktywnej platformy prehabilitacja.pl ułatwiającej indywidualne przygotowanie do zabiegu operacyjnego, docelowo zaś stworzenie sieci poradni pozwalających na jak najlepsze przygotowanie się do zabiegu operacyjnego.